# Satanizm laveyański
Satanizm laveyański (filozoficzny) – system filozoficzny stawiający na najwyższym miejscu w hierarchii świata jego wyznawcę oraz całkowite zaspokajanie swoich potrzeb wyłącznie na podstawie rachunku strat i zysków (przy czym za zysk uznać można również zaspokojenie potrzeb bliskiej osoby).
Odwołuje się często także do symboli zła w kulturze judeochrześcijańskiej, jednak nie jest systemem religijnym (w przeciwieństwie do satanizmu teistycznego).

## Historia

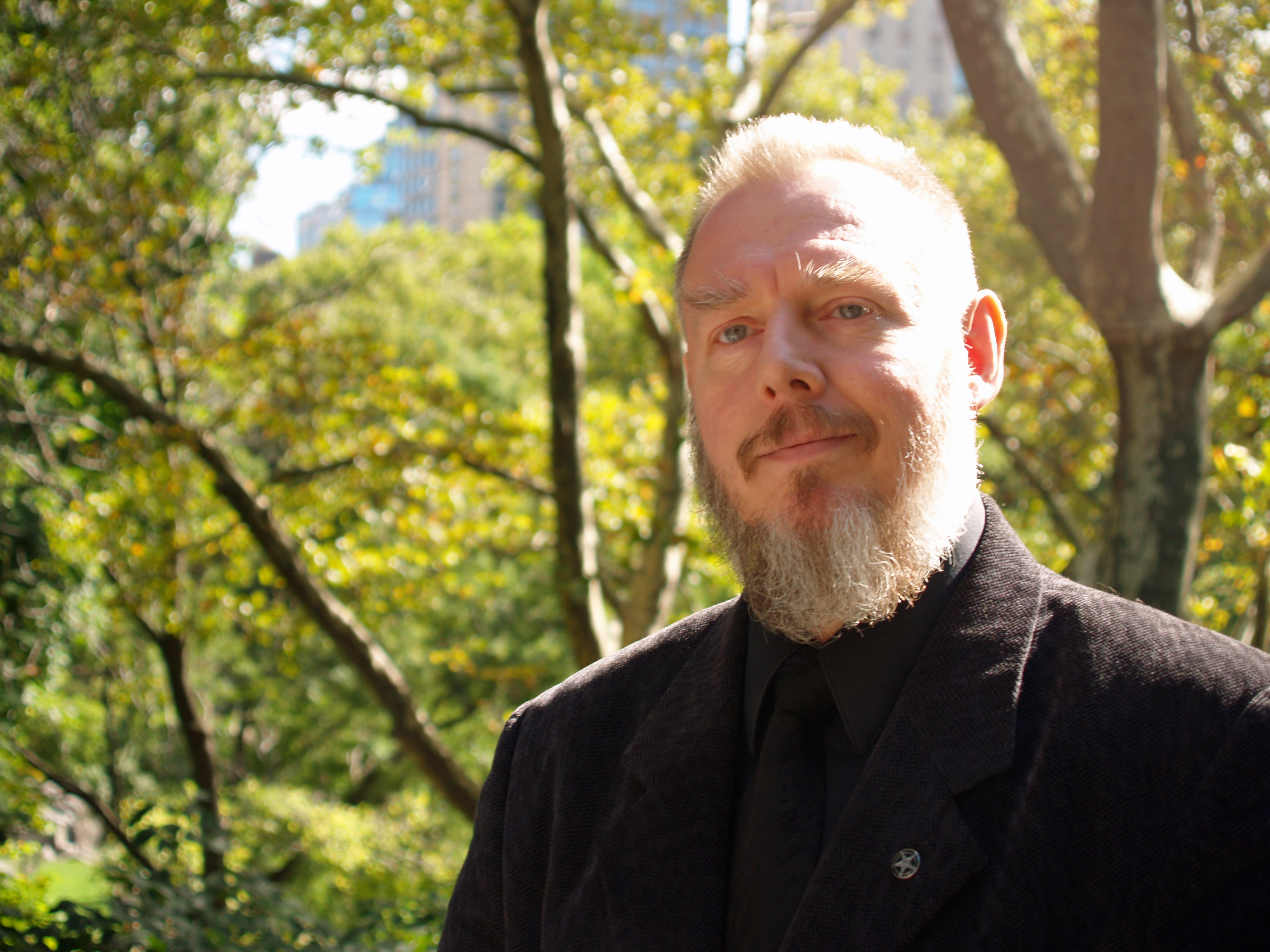
Peter H. Gilmore, najwyższy kapłan Kościoła Szatana

Największy (i najstarszy) współczesny związek wyznaniowy satanistów – Kościół Szatana (ang. the Church of Satan) – stworzył w 1966 roku Anton Szandor LaVey w San Francisco, autor Biblii Szatana, stanowiącej wykład filozofii i praktyki satanistycznej. Kościół Szatana posiada własną hierarchię kapłańską. 
Rozłamową od Kościoła Świątynię Seta (setianizm) stworzył w 1975 roku Michael Aquino, który w przeciwieństwie do LaVeya wierzył w osobowego Szatana i utożsamiał go ze starożytnym egipskim bogiem Setem. W przeciwieństwie do LaVeya, Aquino uznał, że najważniejsze nie jest zaspokajanie potrzeb cielesnych, lecz pełne rozpoznanie swojej istoty i kształtowanie świata zgodnie z nią. Aquino uznał się za Drugą Bestię 666, zapowiadaną przez Crowleya, i oświadczył, że w związku z tym czuje się upoważniony do założenia nowego Kościoła. Miał rzekomo objawienie, że czas Szatana przeminął, a nadszedł czas Księcia Ciemności, czczonego pod prawdziwym imieniem Set; grupa oddaje cześć Setowi przez ryty, mające rodowód magiczny. Członkowie Świątyni Seta twierdzą, że magia jest niebezpieczna, a fakt, że się nią zajmują, wywyższa ich ponad inne religie; chcą jednak pozostać w zgodzie z prawem, dlatego odcinają się od składania ofiar z ludzi lub zwierząt albo uprawiania seksu z dziećmi. 
Istnieją także mniejsze organizacje, np. rasistowski Zakon Dziewięciu Kątów (Order of Nine Angles).

## Hierarchia
Oto lista jego Wysokich Kapłanów i Kapłanek:
| Duchowni Kościoła Szatana     | Duchowni Kościoła Szatana | Duchowni Kościoła Szatana | Duchowni Kościoła Szatana          |
| Urząd                         | Imię i Nazwisko           | Lata                      | Nota                               |
| ----------------------------- | ------------------------- | ------------------------- | ---------------------------------- |
| Najwyższy Kapłan - Magus      | Anton Szandor LaVey       | 1966 - 1997               | Założyciel Kościoła Szatana        |
| Najwyższa Kapłanka - Maga     | Diane Hegarty             | 1966 - 1984               | Współzałożycielka Kościoła Szatana |
| Najwyższa Kapłanka - Maga     | Zeena Schreck             | 1985 - 1990               | Córka Antona Szandora LaVeya       |
| Najwyższa Kapłanka - Maga     | Karla LaVey               | 1990 - 1997               | Córka Antona Szandora LaVeya       |
| Najwyższa Kapłanka - Magistra | Blanche Barton            | 1997 - 2002               | Magistra Templi Rex                |
| Najwyższy Kapłan - Magus      | Peter H. Gilmore          | 2001 - obecnie            |                                    |
| Najwyższa Kapłanka - Magistra | Peggy Nadramia            | 2002 - obecnie            |                                    |

## Myśl filozoficzna
Punktem odniesienia dla satanizmu jest wiara w istnienie „zasady życia” jako siły personifikującej moc natury, w tym seksualność i inne popędy. Szatan (inne używane nazwy to Lucyfer, Belial, Lewiatan, Baphomet czy Set) nie ma wiele wspólnego z piekłem, opętaniem, ofiarami z ludzi i zwierząt i nie jest demonem ani upostaciowionym złem. Satanizm wywodzi się z literatury romantycznej, Raju utraconego Johna Miltona i wielu twórców, jak Baudelaire, którzy mogą być traktowani jako proto-sataniści.
Według niektórych źródeł, innym źródłem tradycji satanistycznej są pisma Aleistera Crowleya, który szukał wspólnych cech łączących starożytne doktryny pogańskie, gnostycyzm, różokrzyżowców, teozofię, buddyzm, chrześcijaństwo, magię oraz wiele innych religii oraz prądów filozoficznych i stworzył koncepcję filozoficzno-mistyczną znaną jako Thelema.
Według satanistów piekło i niebo (raj) nie istnieją. Człowiek jest zwierzęciem, które powinno skończyć z hipokryzją i głupotą (najważniejszy grzech według LaVeya), zacząć żyć pełnią życia, kochać tylko tych, którzy na miłość zasługują, a szkodzić swoim nieprzyjaciołom, zaspokajać swoje pragnienia, zamiast je tłumić. Sataniści nie wierzą w zbawienie i życie pozagrobowe, ale sądzą, że każdy może zbawić się sam. W tym celu dążą do zrealizowania swoich namiętności i pragnień, ze szczególnym uwzględnieniem siedmiu grzechów głównych. Nie dopuszczają zewnętrznych ograniczeń moralnych czy kulturowych. Negatywnie oceniane są w satanizmie cnoty powściągliwości i altruizmu. Satanizm nakazuje czynić innym to, co inni tobie czynią oraz angażować się w aktywność seksualną zgodnie ze swoim potrzebami. Członkowie Kościoła Szatana czczą zwierzęta i dzieci jako przejawy życia. 

### Święta
Sataniści obchodzą:
- Noc Walpurgi,
- Halloween,

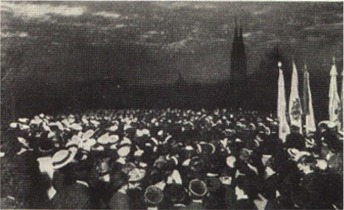
Obchody Nocy Walpurgii w Uppsali

- pierwsze dni poszczególnych pór roku.

Praktyki religijne obejmują:
- magię seksualną,
- rytuały uzdrawiania,
- rytuały zniszczenia,
- praktyki okultystyczne.

Modlitwa jest uważana za bezużyteczną, podobnie jak ofiary. 

### Symbole
Symbolem satanistów jest odwrócony pentagram - pięciokątna gwiazda w okręgu (pieczęć Baphometa) z dwoma rogami skierowanymi ku górze, czasem opisana na głowie kozła, który jest również odwróceniem odpowiednikiem starożytnego znaku chrześcijańskiego: pentagramu, który symbolizował pięć ran Chrystusa, głowa kozła jest wyszydzeniem Mesjasza-Baranka. Inne wyjaśnienie tego znaku odwołuje się do jego znaczenia w magii – w klasycznym pentagramie cztery ramiona symbolizują cztery żywioły, zaś piąte, skierowane ku górze panujący nad nimi rozum – pentagram satanistyczny miałby więc symbolizować rozum zdominowany przez cztery żywioły, a więc niejako poddający się biologicznej naturze i dążeniom do zaspokojenia popędów. 
Odwrócony krzyż łaciński, często bywa używany w satanizmie jako znak „odwrócenia” wszystkiego, co chrześcijańskie, dlatego też powszechnie kojarzony jest z satanistami.

### Dziewięć twierdzeń satanizmu
Podstawą myśli filozoficznej satanizmu laveyańskiego jest Dziewięć Twierdzeń Satanizmu zawartych w prologu Biblii Szatana autorstwa Antona Szandora Laveya. Szatan wymieniany jest jako postać reprezentująca m.in.: gloryfikację ciała przez zaspokojenie żądz w przeciwieństwie do wstrzemięźliwości seksualnej charakterystycznej dla wyznań chrześcijańskich; otwartość myśli i swobodę duchową; przychylność dla miłości okazywanej zasłużonym; zemstę zamiast nadstawiania drugiego policzka; odpowiedzialność za własne czyny przy potępieniu uwielbienia własnego ego. 
Charakterystyczna dla Szatana jest również opinia o zawyżonej wartości człowieka jako takiego, wynikająca z jego rozwoju intelektualnego, nierzadko jednak przerysowana, człowiek określany jest tutaj najniebezpieczniejszym ziemskim zwierzęciem. Satanizm reprezentuje ponadto grzechy jako drogę do wyzwolenia, przekroczenie konkretnych norm moralnych i religijnych, satysfakcję psychiczną, emocjonalną czy też fizyczną. Lavey zaznaczył w twierdzeniach również jakoby postać Szatana była prowodyrem kontroli społecznej generowanej przez religię.

## Satanizm a społeczeństwo
W myśl satanizmu laveyańskiego życie ludzkie jest cenione, natomiast życie dorosłego człowieka jest cenniejsze niż życie płodu. Satanizm dopuszcza aborcję w przypadku, gdy ciąża zagraża życiu i zdrowiu matki, jest wynikiem gwałtu lub gdy z innych powodów nie można było jej zapobiec, a była niechciana. Ustawodawstwo zaś nie powinno zabraniać aborcji. Satanizm neguje aborcję jako "środek antykoncepcyjny", wyraża natomiast poparcie za dostępnością antykoncepcji i informacji o niej, co pozwala w większości przypadków uniknąć niechcianej ciąży. 
Sataniści dzielą substancje na groźne lub niegroźne dla ich zdrowia, uspokajające i oszałamiające, wyzwalające, zabójcze czy życiodajne, ale nie na dozwolone i zakazane. Heroina, alkohol, kokaina, metamfetamina, LSD, tytoń i pochodne marihuany, do wszystkich tych środków człowiek winien mieć swobodny dostęp.
Laveyanizm popiera te partie i nurty polityczne, które opowiadają się za wolnością jednostki jak największego zakresu decyzji o sobie w ręce człowieka, systemem popierającym zdolności, pracowitość i wytrwałość, tolerancją dla ruchów religijnych i swobodę obyczajową. Satanizm nie zgadza się z partiami i nurtami politycznymi, które narzucają prawa jednej religii lub wyznania wszystkim obywatelom państwa. Państwo powinno zapewniać swobodę wyznania religijnego i chronić wiernych wszystkich religii przed dyskryminacją i agresją. 
W ocenie satanizmu, każdy człowiek jest wartościowy, poddawany osądowi jedynie na podstawie jego dokonań i cech realnych. Niewskazana jest ocena całych narodów, państw, grup społecznych czy etnicznych ze względu na zróżnicowanie i cechy indywidualne jednostki. Mimo częstej negacji zachowań danych społeczności nie jest podstawą do objęcia negatywnej oceny wszystkich członków tej grupy. Satanizm sprzeciwia się dyskryminacji i krytycyzmowi wynikających wyłącznie z powodów rasowych i narodowościowych.
Satanizm potępia samobójstwo jako realne poddanie się i pogodzenie ze stratą życia będącego najwyższą wartością jaką posiada człowiek. Śmierć wykazuje nieodwracalne następstwa i oznacza utratę poprawy swojej sytuacji materialnej czy też społecznej. Wszelkie działania mające zachęcić do odebrania sobie życia w tym wykorzystywanie przewagi społecznej, grupowej czy też autorytarnej wyrażają sprzeczność z naturą satanizmu jako religii i filozofii gloryfikującej życie pod każdą postacią.
Człowiek jako istota wolna i zdolna do podejmowania decyzji ma prawo zdecydować o własnej śmierci w obliczu cierpienia będącego następstwem chorób przewlekłych, bądź urazów powypadkowych wobec których współczesna medycyna nie dysponuje środkami prowadzącymi do uzyskania sprawności zdrowotnej. Decyzja o eutanazji powinna być podjęta w świadomości, uniemożliwiając jednocześnie jej zakwestionowanie.
Upodobania seksualne ludzi i jakiekolwiek jej formy występujące między dorosłymi ludźmi są dozwolone w tym homoseksualizm, biseksualizm czy podobne. Niewłaściwa jest dyskryminacja czy też potępienie osób, które dobrowolnie poddają się praktykom seksualnym. Satanizm potępia natomiast wszelkie metody zmuszania do czynności seksualnych w tym dzieci czy zwierząt, co wynika z ich nieświadomości czy niedostatecznego rozwoju emocjonalnego i fizycznego w przypadku młodych ludzi.